# وانیک پطرویان
وانیک پطرویان بازیکن بسکتبال در پست ارمنی‌تبار اهل ایران بود.

## زندگی‌نامه
در سال ۱۳۳۱ خورشیدی (۱۹۵۲ میلادی) در تهران به دنیا آمد وی از سال ۱۹۶۰ (۱۳۳۹) به عضویت انجمن پیش‌آهنگی باشگاه فرهنگی ورزشی آرارات درآمد و همزمان در تمرینات پینگ‌پنگ و بسکتبال انجمن ورزشی باشگاه شرکت داشته است.
وی در دوران نوجوانی و جوانی عضو تیم پینگ‌پنگ مدارس تهران بوده. وی از سال ۱۹۶۵ (۱۳۴۴) عرصه فعالیت‌های ورزشی خود را با شرکت در تمرینات تیم بسکتبال آرارات گسترش داده و موفقیت‌های متعددی را از آن خودساخته است.
پطرویان در سال‌های ۱۹۶۹–۱۹۷۰ (۱۳۴۸–۱۳۴۹) به عضویت تیم منتخب باشگاه‌های تهران درآمد و در ۲ دوره از مسابقات قهرمانی ایران شرکت نمود.
وی در سال‌های ۱۹۷۱–۱۹۷۲ (۱۳۵۰–۱۳۵۱) به عضویت تیم ملی بسکتبال جوانان ایران درآمد و در مسابقات کشوری شرکت نمود.
پطرویان در سال ۱۹۹۱ (۱۳۷۰) از طرف سازمان تربیت‌بدنی ایران به همراه آلفرد هاوان، برای تحقیق و بررسی ورزش عازم ارمنستان گشته است و در نتیجه آن تحقیق و گزارش کامل، تیم‌ها و مربیان دو کشور ارتباطی متقابل با یکدیگر آغاز نموده‌اند که تا به امروز نیز ادامه دارد.
وی در طی سال‌های ۱۹۹۰–۱۹۹۲ (۱۳۶۹–۱۳۷۱) عنوان نایب رئیس باشگاه فرهنگی ورزشی آرارات و در سال‌های ۱۹۹۲–۱۹۹۴ (۱۳۷۱–۱۳۷۳) ریاست هیئت‌مدیره باشگاه را بر عهده داشتند.
وانیک پطرویان سالیان متوالی عضو کمیته برگزارکننده مسابقات بین‌المللی ارامنه در ارمنستان بوده و در سال‌های اخیر تا زمان درگذشتش به‌عنوان عضو افتخاری در آن کمیته نقش آفرینی کرده است.
در سال ۲۰۰۴ (۱۳۸۳) در شصتمین سالگرد تأسیس باشگاه فرهنگی ورزشی آرارات، مشعل سی و هفتمین دوره بازی‌های المپیک ارامنه ایران به‌دست وی شعله‌ور شد.
پطرویان ۲۰۲۰ (۱۳ آذر ۱۳۹۹) در ارمنستان درگذشت.